# اینیستراد
اینیستراد (انگلیسی: Innistrad) یک بلوک از بازی‌های جمع‌آوری کارت سحر و جادو: گردهمایی است که شامل مجموعه های اینیستراد (۳۰ سپتامبر ۲۰۱۱)، دارک اسنشن (۳ فوریه ۲۰۱۲) و اوسین ریستورد (۴ مه ۲۰۱۲) است. اینیستراد یک بلوک «بالا به پایین» طراحی شده بر اساس داستان گوتیک است. مکانیک و جلوه‌های مجموعه عمدتاً مضامین قبرستانی است، با تمرکز جزئی بر موضوعات قبیله‌ای. شعار مجموعه «وحشت در کمین است» است. این مجموعه ۲۶۴ کارت دارد.